# Ids Postma
Ids Postma (n. 28 decembrie 1973, Dearsum⁠(d), Provincia Frizia, Țările de Jos) este un patinator de viteză ce a reprezentat Regatul Țărilor de Jos, medaliat olimpic. A participat la 2 ediții ale Jocurilor Olimpice (1998, 2002) în care a câștigat o medalie de aur și o medalie de argint.